# ГЕС Іларіон
ГЕС Іларіон — гідроелектростанція на півночі Греції (периферія Західна Македонія). Входить до складу каскаду ГЕС на річці Аліакмон, у якому після введення в експлуатацію у 2014 році стала найвищим ступенем, змінивши у цьому статусі ГЕС Поліфіто.
У межах проєкту Аліакмон перекрили земляною греблею висотою 130 та довжиною 540 метрів, на спорудження якої використали 8,8 млн м3 матеріалу. Вона утворила водосховище із площею поверхні до 17 км2 та об'ємом 320 млн м3 (корисний об'єм 270 млн м3). Виробництво електроенергії можливе при коливанні рівня водосховища між позначками 366 та 398,5 метрів над рівнем моря.
Машинний зал обладнаний двома турбінами типу Френсіс потужністю по 76,5 МВт, що при напорі у 104 метри дозволяє виробляти 320 млн кВт·год на рік.
Також у складі комплексу працює мала ГЕС Іларіон з однією турбіною потужністю 4,2 МВт.